# John T. Cole

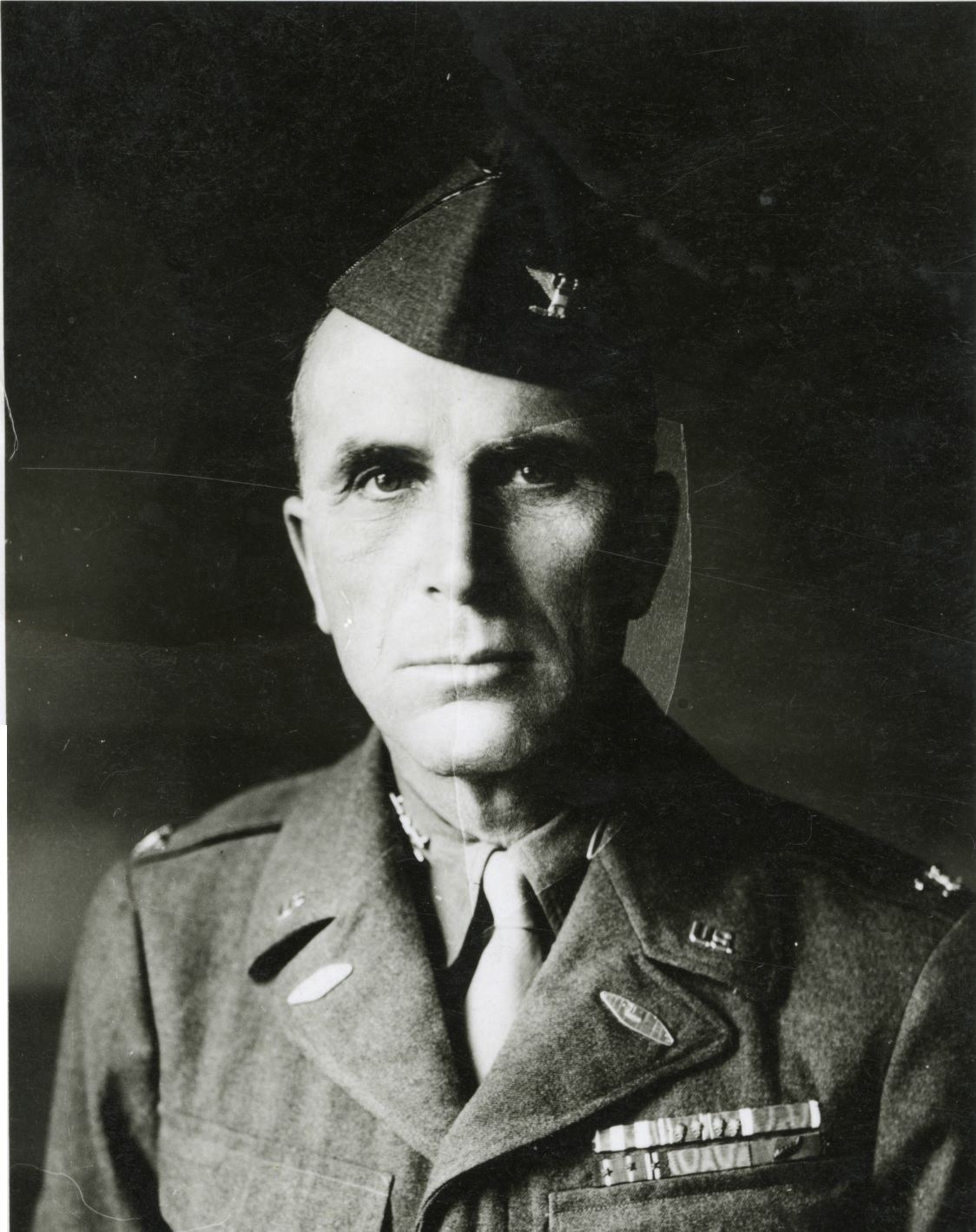
John T. Cole (1944)

John Tupper Cole (* 23. Juli 1895 in West Point, Orange County, New York; † 24. April 1975 in Denville Township, Morris County, New Jersey) war ein Brigadegeneral der United States Army. Er war unter anderem Kommandeur der 3. Panzerdivision.
John Cole war ein Sohn von Kavallerieoberst James A. Cole und dessen Frau Marry Tupper. Er besuchte die öffentlichen Schulen seiner Heimat einschließlich der High School. In den Jahren 1913 bis 1917 durchlief er die United States Military Academy in West Point. Nach seiner Graduation wurde er als Leutnant der Kavallerie zugeteilt. In der Armee durchlief er anschließend alle Offiziersränge vom Leutnant bis zum Brigadegeneral.
Im Lauf seiner militärischen Karriere absolvierte Cole verschiedene Kurse und Schulungen. Dazu gehörten unter anderem der Troop Officers' Course, der Troop Officers' Advanced Course, der Cavalry School Advanced Equitation Course und das Command and General Staff College.
John Cole war neben seiner militärischen Tätigkeit auch ein begabter Reiter. Bei den Olympischen Sommerspielen 1932 war er Ersatzreiter der amerikanischen Reitermannschaft. Im Jahr 1940 hätte er an den Olympischen Reiterspielen in Helsinki teilnehmen sollen, die aber wegen des 1939 in Europa ausgebrochenen Zweiten Weltkriegs nicht stattfinden konnten. Cole gehörte auch der Reiterstaffel (Army Horse Show Team) des US-Heeres an. Seine Frau Janet French MacKay, die er Anfang 1927 heiratete, war ebenfalls eine begeisterte Reiterin. Nach ihrer aktiven Zeit als Sportler waren beide Ehepartner, soweit es ihre Zeit zuließ, Kampfrichter bei Reitturnieren.
Während des Ersten Weltkriegs gehörte John Cole den American Expeditionary Forces in Frankreich an, wo er im 3. Kavallerieregiment diente. Dabei war er unter anderem an der Maas-Argonnen-Offensive beteiligt. Nach dem Krieg wurde Cole den Panzereinheiten zugewiesen und Ausbilder an einer Panzerschule in Frankreich.
In den 1920er und 1930er Jahren absolvierte Cole den für Offiziere in den entsprechenden Rangstufen üblichen Dienst in verschiedenen Einheiten und Standorten. Dazu gehörten auch Aufgaben als Stabsoffizier in verschiedenen Hauptquartieren. Er absolvierte die erwähnten Schulen und war zwischenzeitlich auch taktischer Offizier an der Militärakademie in West Point. Seiner Leidenschaft entsprechend war er dort auch als Reitlehrer tätig. Mitte der 1930er Jahre diente er in Fort Bliss beim 7. Kavallerieregiment. Dort kommandierte er dessen 2. Schwadron. Zwischen 1938 und 1941 war er Kommandeur des 2. Kavallerieregiments in Fort Riley.
Nach dem amerikanischen Eintritt in den Zweiten Weltkrieg wurde Cole zur 5. Panzerdivision versetzt. Dort kommandierte er bis September 1943 das der Division unterstellte 81. Panzerregiment. Damals wurde die Einheit noch in den Vereinigten Staaten auf einen Kriegseinsatz vorbereitet. In der Folge übernahm Cole das Kommando über eine Brigade (Combat Command B) der 5. Panzerdivision, mit der er an der Landung der Alliierten in der Normandie im Juni 1944 als Befreiungsfeldzug in Frankreich und dann am Vormarsch nach Deutschland beteiligt war. Im Frühjahr 1945 stand er mit seinen Truppen etwa 50 Kilometer vor Berlin, als die politische Entscheidung getroffen wurde, die Einnahme der Stadt den sowjetischen Truppen zu überlassen.
Nach dem Krieg gehörte Cole für einige Zeit den Besatzungstruppen in Deutschland an. Dann kehrte er in die Vereinigten Staaten zurück, wo er als Oberst Stabschef des Militärbezirks um die Bundeshauptstadt Washington, D.C. wurde. Zwischen dem 6. August 1949 und dem 28. Februar 1950 war er kommissarischer Kommandeur dieses Bezirks. Dann wurde er für einige Zeit einer der amerikanischen Vertreter im Sicherheitsrat der Vereinten Nationen. Danach wurde er nach Bangkok in Thailand versetzt, wo er mit dem Aufbau einer militärischen Beratergruppe beauftragt wurde. Dort leitete er während des Koreakriegs diese Gruppe, die auch thailändische Soldaten auf Kampfeinsätze vorbereitete.
Nach seiner Tätigkeit in Thailand wurde John Cole zum Stab der 3. Panzerdivision versetzt, die er in den Monaten November und Dezember 1952 auch kommandierte. Diese in Fort Knox stationierte Division war damals eine reine Trainingseinheit. Mitte 1953 schied er aus dem aktiven Militärdienst aus.
Cole verbrachte seinen Lebensabend in Huntington Bay im Bundesstaat New York. Dort beteiligte er sich am öffentlichen Leben. Er wurde einer der Direktoren der National Horse Show. Für seine Unterstützung bei der Austragung der olympischen Reiterspiele 1956 in Stockholm wurde er von der schwedischen Regierung ausgezeichnet. Er starb am 24. April 1975 in New Jersey und wurde mit vollen militärischen Ehren auf dem amerikanischen Nationalfriedhof Arlington beigesetzt.

## Orden und Auszeichnungen
John Cole erhielt im Lauf seiner militärischen Laufbahn unter anderem folgende Auszeichnungen:
- Silver Star
- Legion of Merit
- Bronze Star Medal
- Army Commendation Medal
- Purple Heart
- World War I Victory Medal
- American Defense Service Medal
- American Campaign Medal
- European-African-Middle Eastern Campaign Medal
- World War II Victory Medal
- Army of Occupation Medal
- National Defense Service Medal
- Korean Service Medal
- Orden der Ehrenlegion
- Croix de Guerre (Frankreich)
- Leopoldsorden (Belgien)
- Kriegskreuz (Belgien)
- Militär- und Zivildienst-Orden Adolphs von Nassau (Luxemburg)
- Kriegskreuz (Luxemburg)
- Orden von Oranien-Nassau (Niederlande)
- Weißer Elefantenorden (Thailand)
- United Nations Korea Medal